# Hong Kong Football Club
Maillots
Dernière mise à jour : 16 août 2024.
Le Hong Kong Football Club (en chinois : 香港足球會), plus couramment abrégé en Hong Kong FC, est un club hongkongais de football fondé en 1886 et basé dans le quartier de Happy Valley à Hong Kong.
Le club est la section football du club omnisports du même nom.

## Palmarès
| Compétitions nationales |
| --- |
| - Championnat de Hong Kong D2 : - Vice-champion : 2007-08. - Championnat de Hong Kong D3 (13) : - Champion : 1972-73, 1976-77, 1978-79, 1985-86, 1987-88, 1992-93, 1994-95, 1997-98, 1998-99, 2000-01, 2004-05 et 2005-06. |

## Personnalités du club

### Présidents du club
- W.M. Thompson (1946)
- Arthur Morse (1946 - 1953)
- Michael Turner (1953 - 1959)
- D. Black (1959 - 1961)
- H.B.L. Dowbiggin (1961 - 1966)
- John Saunders (1966 - 1968)
- V.O. Roberts (1968 - 1978)
- HMG Forsgate (1978 - 2001)
- Dermot Agnew (2002 - 2018)
- Nick Hunsworth (2018 - )

### Entraîneurs du club
- Tony Sealy

### Anciens joueurs du club
- Yochanan Vollach
- Rudolf Hollaender
- Freek Schipper